# Ue o muite arukō
Ue o muite arukō (上を向いて歩こう? lett. Camminerò guardando in alto) o Sukiyaki è una novelty interpretata dal cantante giapponese Kyū Sakamoto.
La canzone è uscita in Giappone nel 1961 ed è arrivata in cima alla classifica statunitense Billboard Hot 100 nel 1963, restandoci per tre settimane. È stata prima anche in Norvegia per sette settimane e seconda in Germania, risultando uno dei singoli più venduti nel mondo, con 13 milioni di copie.
È stata utilizzata nella colonna sonora del film d'animazione giapponese La collina dei papaveri diretto da Gorō Miyazaki (2011).

## Descrizione
Ue o muite arukō (pronunciato ɯe o mɯꜜite aɾɯkoꜜː) è opera del paroliere Rokusuke Ei e del compositore Hachidai Nakamura. Ei ne scrisse i testi mentre rincasava camminando da una protesta studentesca contro la presenza militare statunitense in Giappone, esprimendo la sua frustrazione per il tentativo fallito. Vista l'ispirazione politica, i testi sono stati resi appositamente generici per far sì che si riferiscano ad un amore perduto, e raccontano la storia di un uomo che guarda in alto e fischietta mentre cammina affinché le sue lacrime non cadano a terra.
Nei Paesi anglofoni, Ue o muite arukō è nota con il titolo alternativo di "Sukiyaki", che indica un tipico stufato giapponese a base di carne che non ha alcun rapporto con l'argomento della canzone, ma è stato scelto in seguito alla preoccupazione che quello originale sarebbe stato troppo difficile da pronunciare o ricordare.

## Successo commerciale
In Giappone, Ue o muite arukō è arrivata prima in classifica nel suo anno di uscita, il 1961.
Negli Stati Uniti, il pezzo (con il titolo Sukiyaki) ha raggiunto la cima della classifica Billboard Hot 100 il 15 giugno 1963, una delle poche canzoni non in inglese a riuscirci e la prima in una lingua non europea, e ci è rimasta per tre settimane.
Internazionalmente, Ue o muite arukō è uno dei singoli più venduti di tutti i tempi, con oltre 13 milioni di copie.

## Classifiche
| Classifica (1961-63) | Posizione massima |
| -------------------- | ----------------- |
| Australia            | 1                 |
| Germania             | 2                 |
| Giappone             | 1                 |
| Norvegia             | 1                 |
| Nuova Zelanda        | 1                 |
| Regno Unito          | 6                 |
| Stati Uniti          | 1                 |

## Cover e adattamenti

### Versione delle A Taste of Honey
Il gruppo statunitense A Taste of Honey ha realizzato una cover in lingua inglese del brano, pubblicata nel 1981 come terzo singolo dal loro album Twice as Sweet. La loro versione ha raggiunto la top 10 in Canada, Nuova Zelanda e Stati Uniti.

#### Antefatti
La cantante del gruppo Janice-Marie Johnson, all'età di nove anni, ascoltò Sukiyaki in radio nell'estate del 1963 e chiese quindi alla madre di comprarle il singolo, nonostante non fosse in lingua inglese. Johnson imparò presto il testo del brano in modo fonetico e con esso si esibì assieme alla sorella in una coreografia di danza orientale in una competizione locale. Anni dopo, in seguito al successo del loro singolo Boogie Oogie Oogie (1978), Johnson ebbe l'idea di riproporre con il gruppo un brano di successo degli anni '60, e la scelta ricadde proprio su Sukiyaki. Venne così contattato Rokusuke Ei, che fornì una traduzione letterale di quello che aveva scritto, tuttavia il testo mancava di senso logico e così Johnson si cimentò a riscriverlo proiettandolo sul tema di un amore finito male, mantenendo tuttavia fede allo spirito della canzone.
Alla Capitol Records ci fu disappunto circa la scelta di realizzare una cover della canzone, specialmente sotto forma di ballata romantica: il vicepresidente Cecil Hale commentò che «le persone nere non vuole ascoltare musica giapponese», a cui Johnson rispose che «l'ultima volta che si era guardata allo specchio, era nera e voleva sentire [il brano]», mentre il produttore George Duke suggerì di produrla come canzone uptempo, ma Johnson insistette sull'idea di concepire Sukiyaki come ballata e alla fine venne assecondata. Duke curò dunque la maggior parte della produzione in stile R&B, Clare Fischer si occupò dell'arrangiamento degli archi e June Kuramoto (membro della band Hiroshima) venne ingaggiato per suonare il koto, per dare un tocco giapponese al pezzo.

#### Pubblicazione
In origine il brano non venne incluso nella versione master dell'album Twice as Sweet, in quanto Cecil Hale rimase scettico su di esso, e solo nell'agosto 1980 venne aggiunto al disco dopo undici ore di contrattazione tra Johnson e la Capitol, il cui risultato fu la perdita dei crediti di scrittura da parte di Johnson (la Capitol Records detiene i diritti della versione originale di Kyu Sakamoto). Dopo che il singolo apripista Rescue Me, di carattere marcatamente dance, non riuscì ad entrare nella classifica pop di Billboard, Johnson pressò affinché Sukiyaki venisse pubblicata come singolo, ma la casa discografica optò per un altro singolo uptempo, I'm Talkin' 'Bout You, che ottenne riscontri ancora più negativi del predecessore. Solo nel gennaio 1981 la Capitol decise di pubblicare Sukiyaki come singolo, e nel giro di pochi mesi, la canzone conquistò il primo posto della classifica R&B e della classifica Adult Contemporary, per poi giungere alla terza posizione della Hot 100 nel giugno del 1981. Il successo di Sukiyaki fu promosso da diverse apparizioni televisive del gruppo, dove Janice-Marie Johnson e Hazel Payne apparivano entrambe vestite con il kimono, Johnson eseguiva una danza tradizionale giapponese con un ventaglio e Payne (che non partecipò alla registrazione del pezzo) suonava in playback la parte di koto registrata da June Kuramoto.

#### Classifiche
| Classifica (1981) | Posizione massima |
| ----------------- | ----------------- |
| Australia         | 24                |
| Canada            | 4                 |
| Nuova Zelanda     | 3                 |
| Stati Uniti       | 3                 |

### Altre versioni
Tra le prime reinterpretazioni del brano figura quella del 1963 dei Kenny Ball and his Jazzmen, la quale si distinse per essere stata la prima incisione ad aver utilizzato il nome Sukiyaki al posto dell'originale Ue o muite arukō (la versione di Kyu Sakamoto sarebbe stata pubblicata oltreoceano pochi mesi dopo l'uscita di questa). Nello stesso anno la canzone venne interpretata in Italia da Claudio Villa. Inoltre, prima della versione delle A Taste of Honey, vennero registrate altre versioni in lingua inglese come ad esempio My First Lonely Night di Jewel Akens (1966).
Nel 1989 la cantante Selena ha reinterpretato Sukiyaki in lingua spagnola, basandosi sul testo delle A Taste of Honey e riadattandolo in stile pop latino per il suo album di debutto. Nel 1994 il gruppo 4 P.M. ha realizzato un adattamento a cappella della canzone, raggiungendo la top 10 di vari paesi, Stati Uniti inclusi. Altre interpretazioni degne di note sono quella dei Sekai no Owari (2016), di G. H. Hat featuring Alina Renae (2018) e degli Hey! Say! Jump! (2019).